# Diaptomus breweri
Diaptomus breweri är en kräftdjursart som beskrevs av M. S. Wilson 1958. Diaptomus breweri ingår i släktet Diaptomus och familjen Diaptomidae. Inga underarter finns listade i Catalogue of Life.